# Крюково (Краснинський район)
Крюково (рос. Крюково) — село в Краснинському районі Смоленської області Росії. Входить до складу Мерлинського сільського поселення.
Населення — 146 осіб (2007).

## Розташування
Розташоване в західній частині області на березі річки Спадцька, за 13 км на схід від районного центру, смт Красний, за 22 км від залізничної станції Веліно на лінії Москва — Смоленськ.

## Історія
Станом на 1885 рік у колишньому власницькому селі, центрі Толстиковської волості Краснинського повіту Смоленської губернії, мешкало 40 осіб, налічувалось 7 дворових господарств, існували православна церква, богодільня, школа, вітряний млин, відбувався щорічний ярмарок.
У роки Німецько-радянської війни село окуповано гітлерівськими військами у липні 1941 року, звільнено у вересні 1943 року.